# مرگ و میر ناشی از نارگیل

تابلو به دو زبان انگلیسی و زبان ژاپنی با محوریت هشدار هدف قرار گرفتن ناخواسته توسط نارگیل در هونولولو

مرگ با نارگیل پیامد ناخوشایند و حادثه‌ای غیرمترقبه است که به واسطهٔ سقوط نارگیل‌ها از درخت رخ می‌دهد. گاهی اینگونه حوادث باعث آسیب جدی به کمر، گردن، شانه‌ها یا سر می‌شود و گاهی نیز چنین صدماتی منجر به مرگ‌ومیر هم شده‌اند.
به دنبال یک تحقیق مربوط به سال ۱۹۸۴ در رابطه با صدمات ناشی از سقوط نارگیل‌ها، ادعاهای مبالغه‌آمیزی در رابطه با تعداد مرگ‌ومیرهای ناشی از این رویدادها منتشر شد. سقوط نارگیل‌ها بنا بر ادعاهای محلی، سالانه باعث از دست دادن جان بسیاری از افراد می‌شود. در سال ۲۰۰۲ یک متخصص برجسته در اظهارنظری جداگانه و برای تشابه آن با حملات کوسه که سالانه در حدود ۵ حادثه است، اذعان نمود که ریزش نارگیل‌ها سالانه ۱۵۰ نفر را در سراسر جهان به کام مرگ می‌کشاند که همین موضوع پایه و اساس شکل‌گیری غالب ادعاها و احتمالاً افسانه‌های مشابه در همین زمینه گشت.
در سال ۲۰۰۲ میلادی و به دنبال نگرانی در مورد خطر مرگ‌ومیر ناشی از سقوط نارگیل‌ها، مقامات محلی ایالت کوئینزلند در استرالیا، تصمیم به حذف درختان نارگیل از خطوط ساحلی و توریستی گرفتند. در همان مقطع نیز روزنامهٔ بوستون هرالد با اشاره به این موضوع، نارگیل را میوهٔ قاتل نام نهاد. شواهد و گزارش‌های تاریخی مستند در رابطه با مرگ‌های واقعی به واسطهٔ سقوط نارگیل، به دهه ۱۷۷۰ میلادی بازمی‌گردد.

## نگارخانه

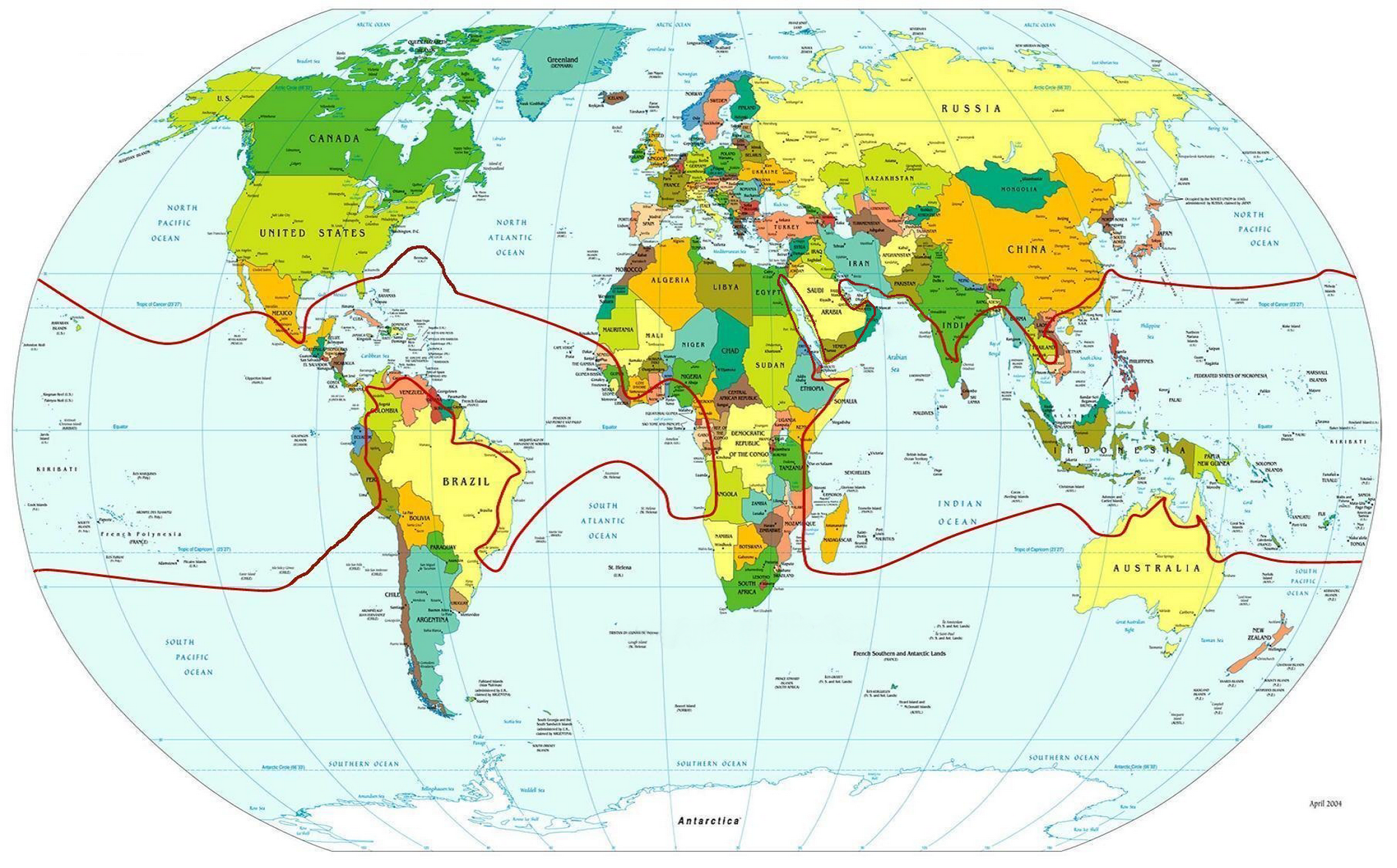
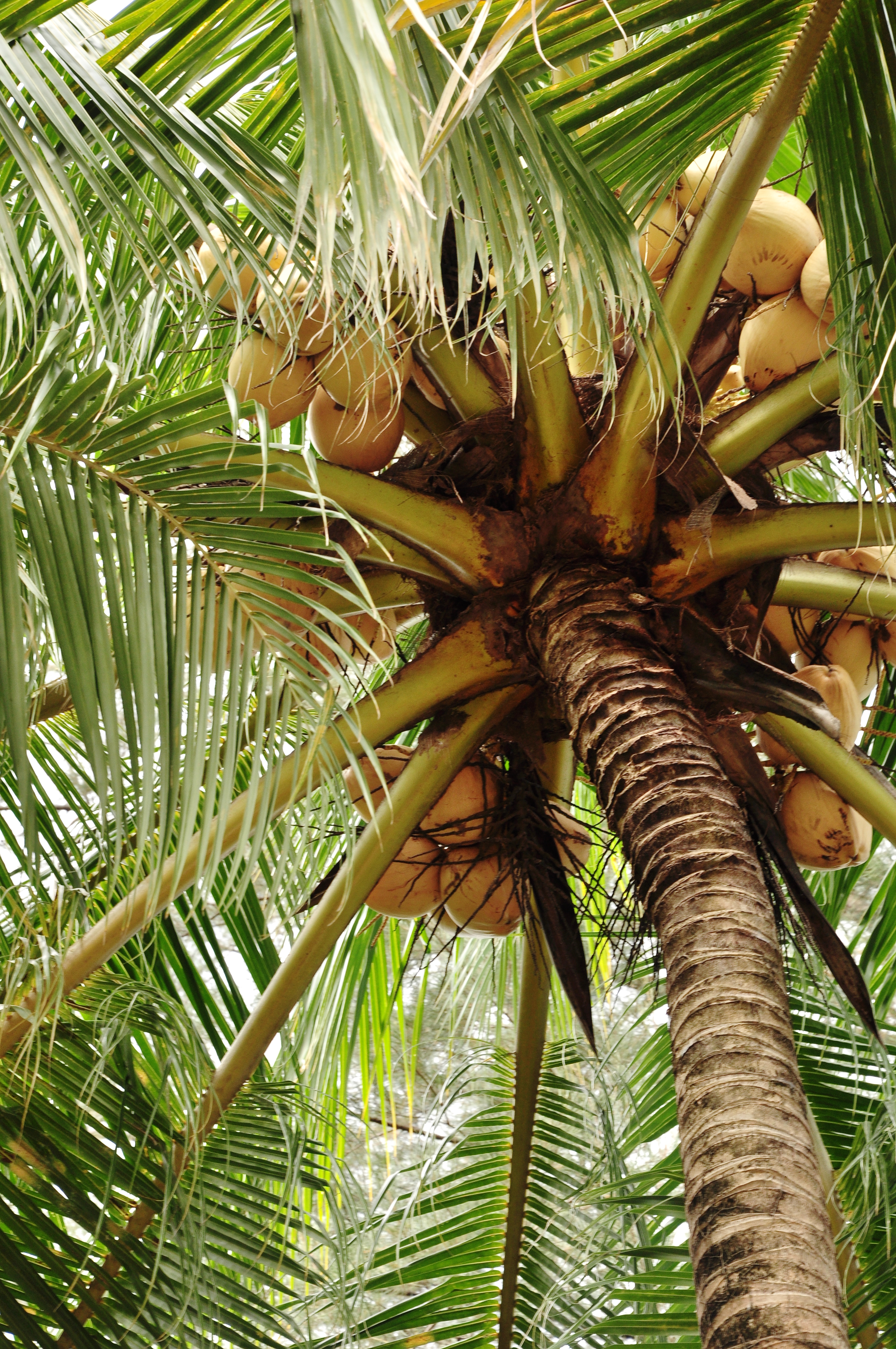